# 福島県浜通り地震
福島県浜通り地震（ふくしまけんはまどおりじしん）は、2011年（平成23年）4月11日17時16分に福島県浜通りで発生した地震。地震の規模はマグニチュード7.0で、福島県と茨城県で最大震度6弱を観測した。

## 概要
福島県浜通りの北緯36度56.7分、東経140度40.3分、深さ約6kmを震源とする地震。規模は気象庁マグニチュードはMj7.0、モーメントマグニチュードは、アメリカ地質調査所ではMw6.6(W-phase)から6.7(CMT)、気象庁ではMw6.6（遠地）、6.7（CMT）、Mw6.8（近地）と解析されている。福島県浜通り・中通りと茨城県南部で最大震度6弱を観測した。
この地震の発震機構は東北東 - 西南西方向に張力軸を持つ正断層型であり、地殻内で発生した地震（大陸プレート内地震）であるとされる。気象庁は、ちょうど1ヶ月前に発生した東北地方太平洋沖地震の震源域で発生した余震であるとしたが、プレート境界域における海溝型地震であった東北地方太平洋沖地震とは、地震発生のメカニズムが異なる。東北地方太平洋沖地震の震源域における西南端部での発生ではあるが、大きな海溝型地震に誘発されて内陸部の断層がずれることで発生する誘発地震とみることもできる。
茨城県北部や福島県浜通り地方では東北地方太平洋沖地震以前はほとんど地震活動はなかったが、3月11日以降活動が活発化した。この地震活動は大きく南北2つの領域で発生していた。南北2つの領域の間ではこれまで地震がほとんど発生していなかったが、4月11日の地震はこの間を埋める領域で発生した。
気象庁は地震発生直後、茨城県沿岸に津波警報を発表し、宮城県・福島県と千葉県の九十九里・外房に津波注意報を出したが、震源域が主に陸域であったため、津波は観測されず、同日18時05分に全て解除した。
なお、翌日14時07分には福島県中通りを震源とするマグニチュード6.4の地震が発生し、福島県浜通り(いわき市)・茨城県北部(北茨城市)で震度6弱の揺れを観測した（後述）。
翌年2012年4月11日には土砂崩れの現場で余震としては唯一の一周忌の合同追悼行事が行われた。

### 震源断層
推定活断層とされていたが、大きな地震の発生が予想されていなかった井戸沢断層・湯ノ岳断層の活動によるもので、井戸沢断層の西側延長線に沿って明瞭な正断層型の地震断層が出現した。さらに産業技術総合研究所の調査では井戸沢断層の他に湯ノ岳断層と未知の断層である塩ノ平断層の活動が確認された。これらの断層が数秒の間隔で動いた事による地震としている。なお、2011年9月に井戸沢断層付近で行われたトレンチ掘削調査の結果では、ひとつ前の活動時期が12500～17000年前で、869年の貞観地震の際に活動した痕跡は見出せなかった。

## 震度
震度5弱以上の揺れを観測した地点は以下の通り。
| 震度 | 都道府県 | 観測点名 |
| ---- | -------- | --- |
| 6弱  | 福島県   | いわき市錦町・古殿町松川新桑原・中島村滑津 |
| 6弱  | 茨城県   | 鉾田市当間 |
| 5強  | 福島県   | いわき市小名浜・いわき市三和町・浅川町浅川・平田村永田・棚倉町棚倉中居野・天栄村下松本・鏡石町不時沼・白河市新白河・白河市東 |
| 5強  | 茨城県   | 鉾田市鉾田・鉾田市汲上・かすみがうら市上土田・筑西市舟生・小美玉市上玉里・北茨城市磯原町・高萩市安良川・日立市助川小学校 |
| 5強  | 栃木県   | 那須町寺子 |
| 5弱  | 宮城県   | 蔵王町円田・岩沼市桜・涌谷町新町裏 |
| 5弱  | 山形県   | 白鷹町荒砥・中山町長崎・山辺町緑ヶ丘・上山市河崎 |
| 5弱  | 福島県   | 会津美里町新鶴庁舎・柳津町柳津・湯川村笈川・会津坂下町市中三番甲・猪苗代町千代田・西会津町登世島・双葉町新山・楢葉町北田・いわき市平四ツ波・本宮市本宮・福島伊達市霊山町・田村市大越町・田村市都路町・小野町中通・小野町小野新町・玉川村小高・石川町下泉・鮫川村赤坂中野・矢祭町東舘・棚倉町棚倉舘ヶ丘・矢吹町一本木・泉崎村泉崎・西郷村熊倉・二本松市油井・須賀川市八幡山・須賀川市長沼支所・白河市郭内・白河市八幡小路・白河市表郷・郡山市朝日・郡山市開成・郡山市湖南町 |
| 5弱  | 茨城県   | つくばみらい市加藤・常総市新石下・行方市山田・稲敷市役所・坂東市馬立・坂東市山・阿見町中央・つくば市天王台・つくば市研究学園・石岡市柿岡・石岡市石岡・石岡市八郷・土浦市常名・土浦市下高津・土浦市藤沢・小美玉市小川・小美玉市堅倉・城里町石塚・城里町阿波山・那珂市福田・那珂市瓜連・常陸大宮市北町・常陸大宮市野口・大子町池田・茨城町小堤・ひたちなか市南神敷台・ひたちなか市東石川・笠間市中央・高萩市本町・日立市役所・日立市十王町友部・水戸市千波町・水戸市中央     |
| 5弱  | 栃木県   | 下野市小金井・芳賀町祖母井・宇都宮市白沢町・大田原市本町・大田原市湯津上 |
| 5弱  | 埼玉県   | 春日部市金崎・春日部市谷原新田 |
| 5弱  | 新潟県   | 阿賀野市岡山町 |

北は北海道野付郡別海町、西は鳥取県境港市で震度1を観測するなど、北海道から中国地方にかけて震度1以上の揺れを観測した。また、防災科学技術研究所が設置した強震観測網によれば北茨城市で震度6弱相当（計測震度5.8）の揺れを観測した。
震度6弱（計測震度5.8）を観測した福島県中島村滑津では、2071.7ガルの最大加速度を記録した。
なお、震度6弱を観測した茨城県鉾田市の当間にある震度計（防災科学技術研究所が設置）については、その後の調査により、周辺の震度計に比べ2段階大きく震度が計測されている可能性が高いとされたため、気象庁が震度の発表を取りやめることになった。

## 関連性が高いとされる地震
3月11日の東北地方太平洋沖地震以降、福島県の中通り・浜通り（主にいわき市など）から茨城県の北部（主に北茨城市・高萩市・日立市など）にかけて、地震が相次いで発生し、4月11日以降も活発な余震が続いた。
| 発生日時 | 発生日時           | 震央         | 震源の深さ | 地震の規模 | 最大震度 |
| -------- | ------------------ | ------------ | ---------- | ---------- | -------- |
| 2011年   | 03月11日14時54分頃 | 茨城県北部   | 09 km      | M5.7       | 震度5弱  |
| 2011年   | 03月19日18時56分頃 | 茨城県北部   | 05 km      | M6.1       | 震度5強  |
| 2011年   | 03月23日07時12分頃 | 福島県浜通り | 08 km      | M6.0       | 震度5強  |
| 2011年   | 03月23日07時34分頃 | 福島県浜通り | 07 km      | M5.5       | 震度5強  |
| 2011年   | 03月23日07時36分頃 | 福島県浜通り | 07 km      | M5.8       | 震度5弱  |
| 2011年   | 03月23日18時55分頃 | 福島県浜通り | 09 km      | M4.7       | 震度5強  |
| 2011年   | 04月11日17時16分頃 | 福島県浜通り | 06 km      | M7.0       | 震度6弱  |
| 2011年   | 04月11日17時17分頃 | 福島県浜通り | 08 km      | M5.7       | 震度5弱  |
| 2011年   | 04月11日17時26分頃 | 福島県中通り | 05 km      | M5.4       | 震度5弱  |
| 2011年   | 04月11日20時42分頃 | 福島県浜通り | 11 km      | M5.9       | 震度5弱  |
| 2011年   | 04月12日14時07分頃 | 福島県中通り | 15 km      | M6.4       | 震度6弱  |
| 2011年   | 04月13日10時07分頃 | 福島県浜通り | 05 km      | M5.7       | 震度5弱  |
| 2011年   | 05月06日02時04分頃 | 福島県浜通り | 06 km      | M5.2       | 震度5弱  |
| 2011年   | 05月25日05時36分頃 | 福島県浜通り | 07 km      | M5.1       | 震度5弱  |
| 2011年   | 09月21日22時30分頃 | 茨城県北部   | 09 km      | M5.2       | 震度5弱  |
| 2011年   | 09月29日19時05分頃 | 福島県浜通り | 09 km      | M5.4       | 震度5強  |
| 2011年   | 11月20日10時23分頃 | 茨城県北部   | 09 km      | M5.3       | 震度5強  |
| 2012年   | 02月19日14時54分頃 | 茨城県北部   | 07 km      | M5.2       | 震度5弱  |
| 2012年   | 03月10日02時25分頃 | 茨城県北部   | 07 km      | M5.4       | 震度5弱  |
| 2012年   | 08月12日18時56分頃 | 福島県中通り | 04 km      | M3.8       | 震度4    |
| 2013年   | 01月31日23時53分頃 | 茨城県北部   | 08 km      | M4.7       | 震度5弱  |
| 2013年   | 09月20日02時25分頃 | 福島県浜通り | 17 km      | M5.9       | 震度5強  |
| 2013年   | 12月31日10時03分頃 | 茨城県北部   | 07 km      | M5.4       | 震度5弱  |
| 2016年   | 12月28日21時38分頃 | 茨城県北部   | 11 km      | M6.3       | 震度6弱  |

これらはいずれも震源の深さが比較的浅く、ほとんどが正断層型の地震である。ただし、4月12日14時7分に福島県中通りで起きたM6.4の地震は逆断層型の地震であった。

### 福島県中通り地震
福島県浜通り地震の翌日、2011年（平成23年）4月12日午後2時7分ごろには、福島県中通りの深さ15kmを震源とする、マグニチュード6.4の地震が発生し、福島県と茨城県で震度6弱の強い揺れを観測した。前述の通り、この地震は前日に浜通りで起きたM7.0の地震とは違い、逆断層型の地震であった。震度5弱以上を観測した地点は以下の通り。
| 震度 | 都道府県 | 観測点名 |
| ---- | -------- | --- |
| 6弱  | 福島県   | いわき市三和町・いわき市錦町 |
| 6弱  | 茨城県   | 北茨城市磯原町 |
| 5強  | 福島県   | 浅川町浅川・古殿町松川新桑原・いわき市小名浜 |
| 5強  | 茨城県   | 高萩市本町 |
| 5弱  | 福島県   | 郡山市開成・白河市新白河・白河市東・須賀川市八幡山・天栄村下松本・中島村滑津・石川町下泉・平田村永田・田村市都路町・いわき市平四ツ波・楢葉町北田 |
| 5弱  | 茨城県   | 日立市助川小学校・日立市役所・日立市十王町友部・高萩市安良川・ひたちなか市南神敷台・那珂市福田・小美玉市上玉里・鉾田市当間                       |

この地震で、1人が負傷した。

### 茨城県北部地震
2016年（平成28年）12月28日の午後9時38分ごろには、茨城県北部の深さ11 kmを震源とする、マグニチュード6.3の地震が発生し、茨城県高萩市で震度6弱の強い揺れを記録した。この5年前の福島県浜通り地震と同様、正断層型の地震である。震度5弱以上を観測した地点は次の通り。
| 震度 | 都道府県 | 観測点名                                                                       |
| ---- | -------- | ------------------------------------------------------------------------------ |
| 6弱  | 茨城県   | 高萩市下手綱                                                                   |
| 5強  | 茨城県   | 日立市十王町友部                                                               |
| 5弱  | 茨城県   | 日立市助川小学校・日立市役所・常陸太田市大中町・常陸太田市金井町・高萩市安良川 |

なお、気象庁の推計震度分布図によれば、茨城県北茨城市では、震度5弱 - 震度5強程度の揺れを一部で観測したとみられる。この地震で、長さ15kmほどの未知の活断層がずれ動いたとされる。

## 被害
震動による顕著な家屋被害は無く地表地震断層の直上の建物では最大変位80cmの変位による変形や傾斜などが発生したほか、土砂崩れが発生するなどして、高校生などを含む4人が死亡し、負傷者を10人出した。また、翌日14時07分に発生した地震においても、負傷者を1人出した。

### 土砂崩れ
福島県いわき市田人町石住で土砂崩れにより住宅3棟が倒壊し、3人が死亡した。
県道いわき石川線では数か所で土砂崩れが発生し、走行中の車が巻き込まれ、1人が死亡した。

### 電力
東京電力
福島第一原子力発電所では、1号機から3号機の外部電源が途絶し一時注水が中断されたが、約50分後に再開された。
東北電力
福島県内で204,342戸の停電が発生。また、4月12日14時07分に発生した地震により、新たに5,910戸で停電が発生した。

### 交通
鉄道
JR東日本では、常磐線・東北本線・磐越東線・磐越西線・水郡線で運転を休止した。
それ以外の鉄道もJRを中心に大きく乱れた。
高速道路
常磐自動車道では、土砂崩れが発生したことによりいわき勿来インターチェンジ〜いわき湯本インターチェンジ間が通行止めとなった。
また、福島県道14号いわき石川線でも大規模な土砂崩れが発生した。

### 火災
福島県いわき市で、2件の火災が発生した。

## 影響
通信回線
NTTコミュニケーションズでは、企業向けデータ通信サービスが停電により一部で利用ができなくなった。

## メディア
全国ネットのテレビ局では、本地震発生当時は夕方のニュース番組を放送していたため、すぐに緊急地震速報や地震速報、津波警報の報道に切り替わった。このうちNHK総合テレビの『首都圏震災ニュース』（関東ローカル）では、水戸局（当時）の向井一弘アナウンサーが茨城県北茨城市の避難所である体育館から中継している最中に本地震が発生。向井アナが当時の体育館の様子を実況するとともに周囲へ注意を呼び掛けている最中に緊急地震速報が発表された。これを受け中継を急遽打ち切り、スタジオに映像を切り替え池田達郎アナウンサーが改めて視聴者に警戒を呼び掛け茨城県水戸市の中継映像が流れてる最中に同番組が強制打ち切り終了となり、全国向けニュース用のスタジオから井上二郎アナウンサーが地震の第一報を伝えた。その後、前述の通り最大震度6弱を観測したためNHK全波で地震報道に切り替り（七波全中）津波警報が発表されたことを受けNHK全波で緊急警報放送を実施した。また、フジテレビでも『スーパーニュース』の震災1か月関連の特集で安藤優子キャスターが福島県内から中継をしている最中に本地震が発生。地震発生時は東京のスタジオにいたコメンテーターの木村太郎が福島県の現状についてコメントしている最中に緊急地震速報が発令され、すぐに奥寺健アナウンサーが視聴者に揺れへの警戒を呼びかけた。その直後、中継先での揺れの様子が放送された。
NHK教育テレビでは、にほんごであそぼを放送している最中に緊急地震速報が発表され、地震発生数分後から6時20分まで地震関連ニュースのサイマル放送を行い、6時20分からは、東北地方太平洋沖地震の影響で放送開始が延期され、本地震発生日の4月11日に放送開始が予定されていた新番組『大!天才てれびくん』が通常通り放送された。